# 瑪麗波特

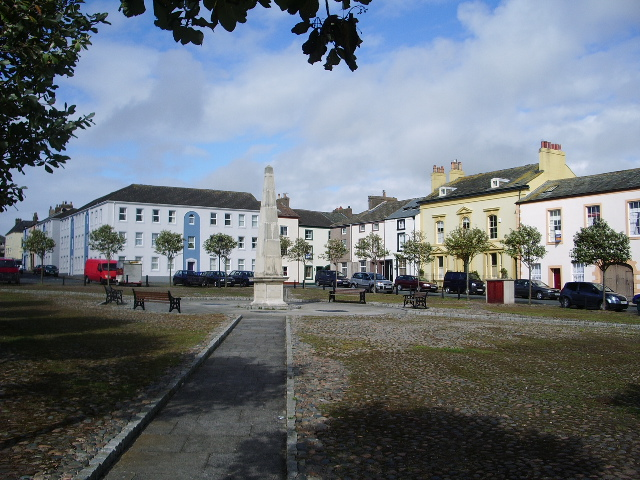

瑪麗波特（Maryport）是英國的一座城鎮和民政教區，位於英格蘭坎布里亞郡。在歷史上則屬於坎伯蘭。瑪麗波特位於索爾威灣的最南端。瑪麗波特車站位於坎布里亞海岸線上。瑪麗波特的歷史可以追溯至羅馬時代，在這裡發現了古羅馬的遺跡。在19世紀時，這裡曾是一個工業中心。